# Eremias buechneri
Espèce
Eremias buechneri est une espèce de sauriens de la famille des Lacertidae.

## Répartition
Cette espèce est endémique du Xinjiang en Chine.
Sa présence est incertaine au Qinghai et au Kirghizistan.

## Étymologie
Cette espèce est nommée en l'honneur d'Eugen Büchner.

## Publication originale
- Bedriaga, 1906 "1905" : Verzeichnis der von der Central-Asiatischen Expedition unter Stabs-Kapitän W. Roborowski in den Jahren 1893-1895 gesammelten Reptilien. Annuaire Musée Zoologique de l'Académie Impériale des Sciences de Saint-Pétersbourg, vol. 10, n. 3/4, p. 159-200